# Leaders Cup 2013
Navigation
Roanne 2012 (SDA) Disneyland Paris 2014
La première édition de la Leaders Cup de basket-ball (ou Disneyland Paris Leaders Cup LNB pour des raisons de parrainage) se déroule du 15 au 17 février 2013 à la Disney Events Arena de Disneyland Paris à Chessy (Seine-et-Marne).
Cette compétition remplace la Semaine des As de basket-ball.
Les rencontres sont diffusées sur Sport+.
Cette première édition a été remportée par le BCM Gravelines Dunkerque face à Strasbourg sur le score de 77 à 69. C'est le deuxième titre de Gravelines Dunkerque dans cette compétition après son titre de 2011 (alors sous l'appellation « Semaine des As »).

## Contexte
À l'issue de la phase « Aller » de la saison 2012-2013 du championnat de Pro A, les huit premières équipes sont qualifiées pour la compétition. Celle-ci se joue sur trois jours, à partir des quarts de finale, suivant le format des matches à élimination directe.

## Résumé
Les huit équipes qualifiées sont reversées dans deux chapeaux (un chapeau pour les équipes classées de 1 à 4 et un deuxième chapeau pour les équipes classées de 5 à 8) pour le tirage au sort des rencontres. Ce tirage est effectué par le chanteur Grand Corps Malade le mercredi 16 janvier 2013.

### Équipes qualifiées
Classement des huit premières équipes de Pro A à l'issue de la 15e journée de la saison 2012-2013 :
| Rang | Équipe               | Pts | J  | G  | P | Pp   | Pc   | Diff |
| ---- | -------------------- | --- | -- | -- | - | ---- | ---- | ---- |
| 1    | Gravelines-Dunkerque | 25  | 15 | 10 | 5 | 1187 | 1088 | 99   |
| 2    | Paris-Levallois      | 25  | 15 | 10 | 5 | 1266 | 1173 | 93   |
| 3    | Strasbourg           | 25  | 15 | 10 | 5 | 1128 | 1063 | 65   |
| 4    | Le Mans              | 25  | 15 | 10 | 5 | 1074 | 1037 | 37   |
| 5    | Lyon-Villeurbanne    | 24  | 15 | 9  | 6 | 1139 | 1083 | 56   |
| 6    | Chalon-sur-Saône     | 24  | 15 | 9  | 6 | 1165 | 1129 | 36   |
| 7    | Roanne               | 22  | 15 | 7  | 8 | 1026 | 1004 | 22   |
| 8    | Orléans              | 22  | 15 | 7  | 8 | 1193 | 1194 | -1   |

### Chapeaux
| Pot 1                                                   | Pot 2                                             |
| ------------------------------------------------------- | ------------------------------------------------- |
| Gravelines-Dunkerque Paris-Levallois Strasbourg Le Mans | Lyon-Villeurbanne Chalon-sur-Saône Roanne Orléans |

## Tableau
|  | Quarts de finale     | Quarts de finale     | Quarts de finale     | Quarts de finale     |                      |                      | Demi-finales      | Demi-finales      | Demi-finales      | Demi-finales      |  |  | Finale            | Finale            | Finale            | Finale            |
|  |                      |                      |                      |                      |                      |                      |                   |                   |                   |                   |  |  |                   |                   |                   |                   |
|  | 15 février - 13 h    | 15 février - 13 h    | 15 février - 13 h    | 15 février - 13 h    |                      |                      | 16 février - 18 h | 16 février - 18 h | 16 février - 18 h | 16 février - 18 h |  |  | 17 février - 16 h | 17 février - 16 h | 17 février - 16 h | 17 février - 16 h |
|  | 15 février - 13 h    | 15 février - 13 h    | 15 février - 13 h    | 15 février - 13 h    |                      |                      | 16 février - 18 h | 16 février - 18 h | 16 février - 18 h | 16 février - 18 h |  |  | 17 février - 16 h | 17 février - 16 h | 17 février - 16 h | 17 février - 16 h |
|  | 4                    | Le Mans              | 60                   | 60                   |                      |                      | 16 février - 18 h | 16 février - 18 h | 16 février - 18 h | 16 février - 18 h |  |  | 17 février - 16 h | 17 février - 16 h | 17 février - 16 h | 17 février - 16 h |
|  | 4                    | Le Mans              | 60                   | 60                   |                      |                      | 16 février - 18 h | 16 février - 18 h | 16 février - 18 h | 16 février - 18 h |  |  | 17 février - 16 h | 17 février - 16 h | 17 février - 16 h | 17 février - 16 h |
|  | 7                    | Roanne               | 43                   | 43                   |                      |                      | 16 février - 18 h | 16 février - 18 h | 16 février - 18 h | 16 février - 18 h |  |  | 17 février - 16 h | 17 février - 16 h | 17 février - 16 h | 17 février - 16 h |
|  | 7                    | Roanne               | 43                   | 43                   | Le Mans              | Le Mans              | 60                | 60                |                   |                   |  |  | 17 février - 16 h | 17 février - 16 h | 17 février - 16 h | 17 février - 16 h |
|  | 15 février - 15 h 30 |                      |                      |                      | Le Mans              | Le Mans              | 60                | 60                |                   |                   |  |  | 17 février - 16 h | 17 février - 16 h | 17 février - 16 h | 17 février - 16 h |
|  |                      |                      | Gravelines-Dunkerque | Gravelines-Dunkerque | 70                   | 70                   |                   |                   |                   |                   |  |  | 17 février - 16 h | 17 février - 16 h | 17 février - 16 h | 17 février - 16 h |
|  | 1                    | Gravelines-Dunkerque | Gravelines-Dunkerque | Gravelines-Dunkerque | 70                   | 70                   | 78                | 78                |                   |                   |  |  | 17 février - 16 h | 17 février - 16 h | 17 février - 16 h | 17 février - 16 h |
|  | 1                    | Gravelines-Dunkerque | 16 février - 20 h 30 |                      |                      |                      | 78                | 78                |                   |                   |  |  | 17 février - 16 h | 17 février - 16 h | 17 février - 16 h | 17 février - 16 h |
|  | 5                    | Lyon-Villeurbanne    | 69                   | 69                   |                      |                      |                   |                   |                   |                   |  |  | 17 février - 16 h | 17 février - 16 h | 17 février - 16 h | 17 février - 16 h |
|  | 5                    | Lyon-Villeurbanne    | 69                   | 69                   | Gravelines-Dunkerque | Gravelines-Dunkerque | 77                | 77                |                   |                   |  |  |                   |                   |                   |                   |
|  | 15 février - 18 h    |                      |                      |                      | Gravelines-Dunkerque | Gravelines-Dunkerque | 77                | 77                |                   |                   |  |  |                   |                   |                   |                   |
|  |                      |                      | Strasbourg           | Strasbourg           | 69                   | 69                   |                   |                   |                   |                   |  |  |                   |                   |                   |                   |
|  | 3                    | Strasbourg           | Strasbourg           | Strasbourg           | 69                   | 69                   | 87                | 87                |                   |                   |  |  |                   |                   |                   |                   |
|  | 3                    | Strasbourg           |                      |                      |                      |                      |                   |                   |                   |                   |  |  |                   |                   |                   |                   |
|  | 8                    | Orléans              | 71                   | 71                   |                      |                      |                   |                   |                   |                   |  |  |                   |                   |                   |                   |
|  | 8                    | Orléans              | 71                   | 71                   | Strasbourg           | Strasbourg           | 77                | 77                |                   |                   |  |  |                   |                   |                   |                   |
|  | 15 février - 20 h 30 |                      |                      |                      | Strasbourg           | Strasbourg           | 77                | 77                |                   |                   |  |  |                   |                   |                   |                   |
|  |                      |                      | Paris-Levallois      | Paris-Levallois      | 63                   | 63                   |                   |                   |                   |                   |  |  |                   |                   |                   |                   |
|  | 2                    | Paris-Levallois      | Paris-Levallois      | Paris-Levallois      | 63                   | 63                   | 79                | 79                |                   |                   |  |  |                   |                   |                   |                   |
|  | 2                    | Paris-Levallois      |                      |                      |                      |                      |                   | 79                |                   |                   |  |  |                   |                   |                   |                   |
|  | 6                    | Chalon-sur-Saône     | 75                   | 75                   |                      |                      |                   |                   |                   |                   |  |  |                   |                   |                   |                   |
|  | 6                    | Chalon-sur-Saône     | 75                   | 75                   |                      |                      |                   |                   |                   |                   |  |  |                   |                   |                   |                   |
|  |                      |                      |                      |                      |                      |                      |                   |                   |                   |                   |  |  |                   |                   |                   |                   |

## Récompenses

### MVP de la compétition
Le trophée de MVP de la compétition est remporté par Ludovic Vaty, vainqueur en finale avec Gravelines Dunkerque. En plus de remporter la compétition avec son club, il a aligné les bonnes performances avec 21 d'évaluation en quart de finale, 18 en demi-finale et 13 en finale.
D'autres joueurs se sont distingués lors de cette compétition dont notamment les Américains Louis Campbell et Sean May. Le site de basket-ball catch and shoot a choisi des meilleurs joueurs pour chaque étape de la compétition : 
| Journée          | Joueur         | Équipe          | Évaluation |
| ---------------- | -------------- | --------------- | ---------- |
| Quarts de finale | Sean May       | Paris-Levallois | 27         |
| Demi-finales     | Louis Campbell | Strasbourg      | 25         |
| Finale           | Louis Campbell | Strasbourg      | 25         |